# Triunghiul de autostrăzi Karlsruhe

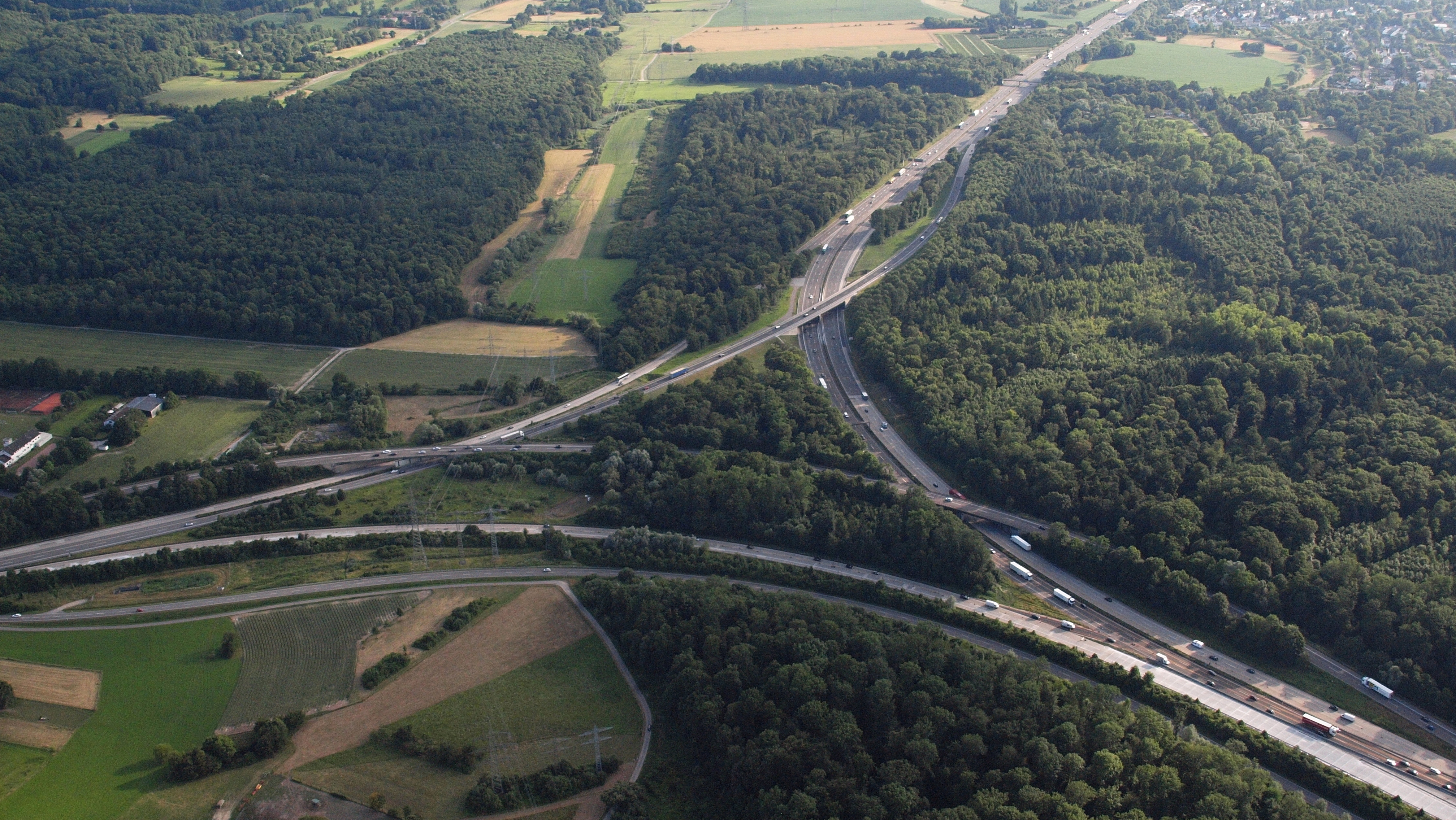
Triunghiul Karlruhe Vedere aeriană din nord-est (2013)

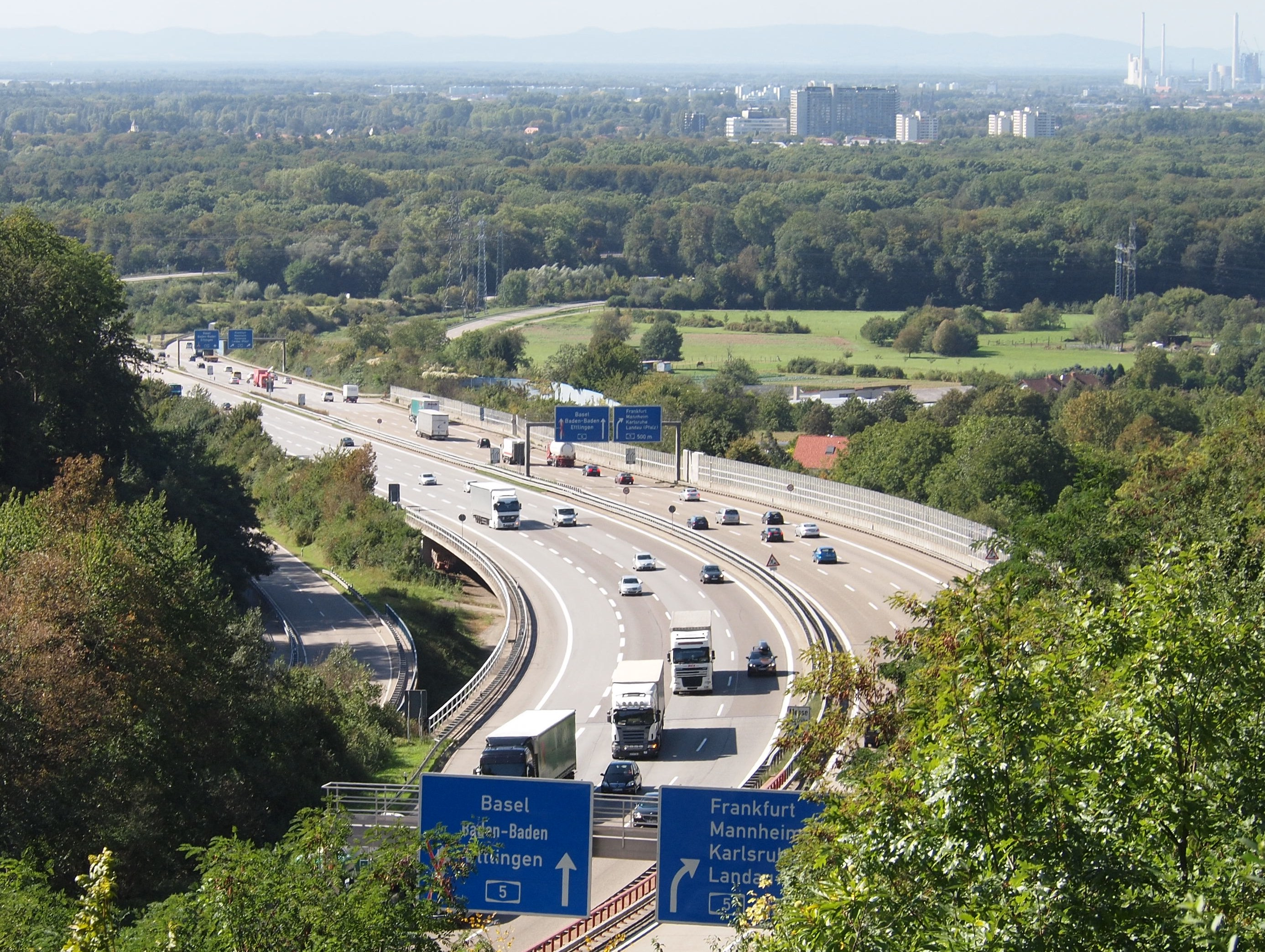
TA Karlsruhe (2011)

Triunghiul de autostrăzi Karlsruhe (în germană Autobahndreieck Karlsruhe, abreviere: AD Karlsruhe; forma scurtă: Dreieck Karlsruhe/triunghiul Karlsruhe) este un triunghi de autostrăzi (TA) din Baden-Württemberg lângă Karlsruhe. Aici A 8 (capătul de vest Saarland - Stuttgart - München - Salzburg capătul de est) se ramifică de la A 5 (nord TA Hattenbach - Frankfurt pe Main - Basel sud).

## Geografie
Acest TA se află în zona orașului Karlsruhe. Orașele și comunitățile din jur sunt Waldbronn și Ettlingen. Este situat la aproximativ 5 km sud-est de Karlsruhe, la aproximativ 60 km vest de Stuttgart și la aproximativ 55 km sud de Mannheim.
Pe A 5 acest triunghi de autostrăzi are numărul de joncțiune 46, iar pe A 8 numărul 41.

## Istoric

### Înainte de al Doilea Război Mondial
Triunghiul Karlsruhe a fost construit până în 1938 și a fost finalizat și deschis circulației înainte de al-Doilea Război Mondial, ca parte a construcției autostrăzii de la Karlsruhe la Salzburg.

### Reconstrucție 2011
Podul de pe rampa Stuttgart–Basel peste A 5 a fost reconstruit din august 2011 până la începutul anului 2013. Podul existent a trebuit să fie demolat din cauza stării proaste al acestuia. Mai întâi, a fost construit un nou pod direct lângă cel existent și a fost ajustat aliniamentul anterior al rampei. Din acest motiv, secțiunea transversală existentă a străzii a fost lărgită. Costurile au fost în jur de 6,6 milioane de euro.

## Forma constructivă
A 5 a fost extinsă la șase benzi în această zonă, la fel ca A 8. Toate rampele de tranziție sunt cu două benzi de circulație.
Triunghiul este proiectat ca un triunghi complet (Full-Y).